# Forget Domani
«Forget Domani» es una canción introducida en la película de 1964, The Yellow Rolls-Royce, siendo una composición de Riz Ortolani, quién compuso la música de la película, y el letrista Norman Newell.

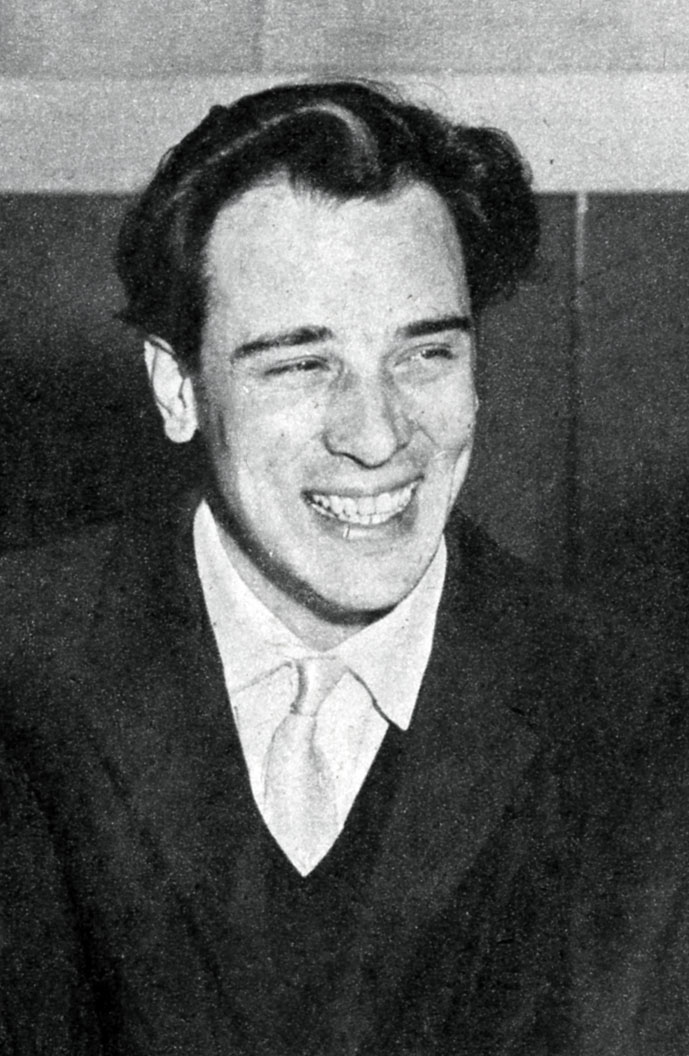
Riz Ortolani en 1955.

La versión de Riz Ortolani ganó Mejor Canción Original en los 23rd Golden Globe Awards.

## Versión de Connie Francis

### Antecedentes
El 22 de enero de 1965, la vocalista más importante de MGM Records, Connie Francis – cuya herencia italiana fue una llave importante en su personalidad pública – grabó "Forget Domani" en una sesión de grabación de Hollywood CA, producido por Danny Davis: el arreglista fue Don Costa.

### Lanzamiento y recepción
La versión de Francis había tenido un lanzamiento de sencillo en Reino Unido en febrero de 1965. Mientras que el lanzamiento de Reino Unido presentaba la canción "No Better Off" como lado B, para el lanzamiento de Estados Unidos, "Forget Domani" presentaba como lado B la canción "No One Ever Sends Me Roses", en el lanzamiento de Australia, la canción fue publicado junto con "For Mama".

### Otros lanzamientos
- La canción fue publicado como sencillo junto con "No One Ever Sends Me Roses" como lado B en mayo de 1965.[4]
- La canción aparece en el álbum compilatorio de 2005, Gold.[6]

### Lista de canciones
Lanzamiento de Estados Unidos
1. "Forget Domani" – 2:39
2. "No One Ever Sends Me Roses" – 2:22

Lanzamiento de Reino Unido
1. "Forget Domani" – 2:39
2. "No Better Off" – 2:49

### Posicionamiento
| Gráficas (1965)                 | Pico de posición |
| ------------------------------- | ---------------- |
| Sudáfrica (South Africa Charts) | 1                |
| US Billboard Hot 100            | 16               |

## Versión de Frank Sinatra

### Antecedentes
Frank Sinatra, que, como Francis, fue un cantante estadounidense de ascendencia italiana – grabó "Forget Domani" en una sesión en el United Western Recorders en Hollywood el 6 de mayo de 1965, producida por Jimmy Bowen; la orquesta fue conducida por Don Lanier. Sinatra publicó la canción una semana antes del estreno en Estados Unidos de The Yellow Rolls-Royce, que ocurrió el 13 de mayo de 1965.

### Lista de canciones
Lanzamiento de Estados Unidos
1. "Forget Domani" – 2:32
2. "I Can't Believe I'm Losing You" – 2:43

Lanzamiento de Turquía
1. "Forget Domani" – 2:32
2. "Without a Song" – 3:37

### Posicionamiento
| Gráficas (1958)      | Pico de posición |
| -------------------- | ---------------- |
| US Billboard Hot 100 | 13               |

## Otras versiones
- Un tercer cantante estadounidense de ascendencia italiana, Perry Como, grabó "Forget Domani" para el lanzamiento de su álbum de 1966, Perry Como in Italy. Las sesiones para el álbum comenzaron el 9 de mayo de 1966 en los estudios RCA Italiana en Roma con Andy Wiswell como productor y Nick Perito como conductor. "Forget Domani" fue publicado como sencillo pero no se posicionó en las listas.[14]
- "Forget Domani" también ha sido versionada por Willeke Alberti (Neerlandés: "Elke Dag Denk Ik Aan Zondag"), Gitte Hænning (Sueco: "Glöm Bort I Morgon"), Karina (Español: "Olvidemos el Mañana"), Annie Philippe (Francés: "C'est Loin Domani"), y Tonia (Francés: "Ce N'est Pas Loin Domani")